# Guido I di Spoleto
Guido I di Spoleto o Guidone (805 circa – 860) è stato un nobile franco che divenne duca di Spoleto nell'842; suo figlio Guido fu re d'Italia e imperatore del Sacro Romano Impero.

## Biografia
Guido o Guidone, è menzionato sia dal Muratori nei suoi Annali d'Italia all'anno 843, che lo fa duca di Spoleto, che da monsignor Brizio, che lo fa marchese d'Ivrea.
Guido era figlio di Lamberto I di Nantes, uno tra i principali fautori di Lotario I, e di Adelaide, figlia di Pipino d'Italia; era quindi discendente per parte materna di Carlo Magno. Giunse in Italia nell'834 insieme con suo padre, che era stato privato della contea di Nantes, al seguito di Lotario re d'Italia, quest'ultimo esiliato da suo padre, l'imperatore Ludovico il Pio. Il conte Lamberto morirà nell'837. 
Alla morte di Ludovico il Pio, avvenuta nell'840, Lotario gli succedette come imperatore; Guido ritornò in Francia dove gli venne concessa l'abbazia di Mettlach in Lotaringia. Nell'842 fece ritorno in Italia e Lotario lo investì del ducato di Spoleto, che divenne il fulcro della politica dinastica del "Guidonidi", come venne chiamata la famiglia. Vennero create alleanze con i duchi di Benevento (Guido I sposò Itta, figlia di Sicone I di Benevento) e con gli Adalbertingi, marchesi di Toscana (Rotilde, figlia di Guido I, attorno all'875 sposerà Adalberto I di Toscana).
Nell'843 intervenne nella guerra civile beneventana seguita all'assassinio nell'839 del principe Sicardo, intervenendo a favore del cognato Siconolfo di Salerno e più di una volta intervenne come arbitro nelle diverse contese. Erchemperto accusa Guido di cupidigia e corruzione: si sarebbe fatto versare ingenti somme di danaro sia da Radelchi che da Siconolfo, e avrebbe infine favorito la divisione del ducato di Benevento nel principato di Benevento, dato a Radelchi, e nel principato di Salerno, a Siconolfo. In seguito cercherà di separare gli stati longobardi. Nell'858, Guido sostenne Ademaro di Salerno nello scontro con il conte di Capua, Landone I. Grazie a questo intervento si assicurò il controllo della Valle del Liri, di Sora e di Arpino sottratte a Landenolfo I di Teano, fratello del conte di Capua.
Nell'846 sarebbe riuscito con le sue sole forze a respingere fuori dal Lazio i Saraceni dopo che essi avevano compiuto il Sacco di San Pietro. In realtà questa affermazione è contenuta nel Chronicon di Benedetto del Soratte, che scriveva oltre un secolo dopo. Lo stesso Benedetto riferiva comunque che l'intervento di Guido aveva avuto aspetti comici: Guido aveva vinto militarmente, uccidendo molti nemici, ma i saraceni sopravvissuti erano riusciti a fuggire con l'intero tesoro di San Pietro.

## Famiglia
Guido I sposò Itta, figlia di Sicone di Benevento.
Da lei ebbe tre figli:
- Rotilde, primogenita, che andò in moglie ad Adalberto I, marchese di Tuscia;
- Lamberto I, che gli succedette come duca di Spoleto;
- Guido II, che fu duca di Spoleto dopo il fratello, primo marchese di Camerino, re d'Italia e imperatore.